# Euroschinus aoupiniensis
Euroschinus aoupiniensis là một loài thực vật thuộc họ Anacardiaceae. Đây là loài đặc hữu của New Caledonia.